# Apóllon Limassol BC
Maillots
L’Apóllon Limassol BC (grec moderne : Απόλλων Λεμεσού) est la section basket-ball du club omnisports de l’Apóllon Limassol. Elle appartient à l’élite du championnat chypriote.

## Entraîneurs
- 2012-2013 :  Chris Chougaz
- 2013-2014 :  Chris Chougaz